# 机动战士GUNDAM 闪光的哈萨维
《机动战士高达 闪光的哈萨维》（日语：機動戦士ガンダム 閃光のハサウェイ，Mobile Suit Gundam: Hathaway's Flash）是GUNDAM系列作品小说之一，由富野由悠季主笔创作，1989年至1990年间由角川Sneaker文库发表，全3册。2021年发行新版3册。2018年，版权方发布消息将本作改编为动画电影分3部公映。因疫情影响，第一部電影最终於2021年6月11日上映。
本作品讲述了宇宙世纪传奇人物地球联邦军准将布莱德·诺亚的长子哈萨维·诺亚，以植物检察官的身份做掩护，乘坐权贵专享班机来到地球。并以反地球联邦政府组织马夫蒂的领导者身分，带领同伴袭击联邦政府意图通过"非人道法案"的会议现场，导致大半议员身亡。其本人也因误入陷阱而重伤被捕。最终被联邦政府处决，并冠以其父亲大义灭亲的名分。而曾身为对手的挚友凯奈斯，也终于看穿联邦政府腐败的本质而出走，准备继承其意志。

## 概要
本作为1988年动画电影《機動戰士GUNDAM 逆襲的夏亞》的平行小说《機動戰士GUNDAM 逆襲的夏亞 贝托蒂加的子嗣》之续作，而非动画作品的直接延续，所以部分描写与《機動戰士GUNDAM 逆襲的夏亞》相矛盾。例如《逆襲的夏亞》中被哈萨维殺害的角色倩恩，在此作歷史中並不存在，同時葵絲的死因也變成由哈薩威誤殺所致。在遊戲《SD高達G世代 創世》中，為了連貫所有作品，部分劇情會跟小說有所不同。2018年，日昇宣佈於2020起上映電影版三部曲，成為繼《機動戰士鋼彈UC》後第二部由小說改編成影視作品的鋼彈系列作品。

## 故事简介

### 概述
U.C.0100年
隨著夏亞·亞茲納布爾攻擊地球的計划被隆德·貝爾隊阻止，新吉翁與聯邦間的戰火亦逐漸平息，但聯邦始終未能完全統一地球圈。聯邦軍方以新吉恩殘党「帶袖的」及新奧古聯軍叛亂等事件為由，使SIDE3的吉恩共和國放棄自治權，而宣布已完全消滅戰亂，從此將建立一個安定、和平的地球圈。
然而聯邦自身卻一天天持續著官僚主義及特權主義的墮落，甚至欲制訂法案，讓地球變成少數特權階級居住的場所。為了對付非法在地球居住的平民百姓，成立特殊警察“MENHUNTER”用武力強行驅逐或直接實施殺戮。
在這种局面下，一位聯邦軍的老將軍匿名為庫瓦克·薩爾瓦，建立起秘密反政府組織“马夫蒂·納比尤·艾林”（Mafty Navue Erin，由蘇丹語、阿拉伯語及古愛爾蘭語合成的名字，為「正統的預言者之王」之意），針對聯邦高官展開了暗殺等一系列恐怖活動。聯邦軍內素有聲望的布拉度准將之子哈薩維·諾亞也秘密加入了這一組織，并擔任實際領袖。

### 马夫蒂动乱
U.C.0105年
马夫蒂策划在地球聯邦政府首腦會議時，暗殺所有的高官閣僚，以阻止聯邦軍制訂不平等的移民法案。哈薩威藉由自己是植物觀察官研究生的身份，与諸多閣僚搭乘特權階級的太空船回地球，并讓組織的伙伴佯攻太空船，然后与金伯利部隊新任司令肯尼斯上校聯手擊退马夫蒂，獲取聯邦軍的信任並與肯尼斯結為好友。參觀了金伯利部隊的基地及潘妮洛普后，哈薩威躲過聯邦的監視，与伙伴們會合並取得預先藏好的ΞGUNDAM，駕駛它擊敗了來犯的潘妮洛普。 　
數星期后，地球聯邦政府于澳州阿德萊德召開首腦會議。马夫蒂在机場安置炸彈，卻因新人類少女琪琪·安達露西亞的提示，令金伯利部隊逃過這次毀滅性的打擊。其后哈薩威代表馬法提向聯邦發表宣戰通告，在布下迷陣引開金伯利部隊注意的同時，駕駛ΞGUNDAM率領眾人攻擊會議場，造成大半的聯邦閣僚死亡。肯尼斯急中生智轉移戰場，并布置大量的電流網，讓潘尼洛普將ΞGUNDAM引誘到電流網中，用高壓電將ΞGUNDAM電毀並生擒重傷的哈薩威。事後新的聯邦政府迅速成立，接任的官員們一致認為必須將马夫蒂處以極刑；肯尼斯為了好友哈薩威的尊嚴，要求聯邦高層不要將马夫蒂的真實身分公諸於世並極力隱瞞布萊特，最後由肯尼斯接下指揮槍決哈薩威的任務。

### 結局與影響
聯邦背棄與肯尼斯的協議，惡意對外公開哈薩威本人就是马夫蒂，還謊稱是由其父布萊特“大義滅親”親自參與死刑，此舉導致肯尼斯辭官出走並徹底認同聯邦腐敗的想法而興起反聯邦的意念。雖然哈薩威的叛亂以失敗告終，但生前的行動已經成功煽動人民對聯邦的不信任感，埋下未來20年至50年的大規模反聯邦動亂的種子，及其後殖民地衛星獨立活動激烈化，直到地球聯邦解體。而反抗地球聯邦組織马夫蒂的主角哈薩威則成為了反聯邦的象徵，而刻入宇宙世紀的傳說歷史之中。
實際上反聯邦由0079已經開始，是否因為哈薩威引起有待商議。

## 主要登场機體

### 马夫蒂
RX-105 Ξ鋼彈
阿納海姆電子工業公司（軍工複合公司）為反地球聯邦組織马夫蒂·納比尤·艾琳秘密開發的機體，被視為νGUNDAM的正統後繼機故以希臘字母「ν」之後的「Ξ」（Xi）為名，較早開發的潘尼洛普為Ξ的原型機，搭載米諾夫斯基反重力裝置，是第一台能在不變型或依靠外掛裝備的情況直接於空中飛行的鋼彈機種，也有單機突破大氣圈的能力，還裝載增幅駕駛員腦波的精神感應框架，配備由新人類才能使用的強力兵器精神感應型導彈為本機賣點。
本機整體設計比潘尼洛普更完整，最大差別就是不必穿戴額外的外掛裝備就能飛行與突破大氣圈，由於跟潘尼洛普過於相似而被其駕駛員雷恩·艾姆所鄙夷，其認為本機不過是剽竊之作，對於親手擊敗ΞGUNDAM有強烈的執著，可惜雷恩一對一始終打不贏哈薩威。
Me02R 梅薩（Messer）
馬法狄的主力MS，由亞納海姆社設計與開發的泛用型量產MS，本機是繼承了濃厚的吉翁軍MS設計，以第二次新吉翁戰爭的吉拉·德卡為基礎開發而成。
梅薩在小說版與遊戲版的外型計設不一樣，武裝也有些差異。小說版是由森木靖泰負責計設，到了遊戲版就交由藤田一己進行修改。
武裝有頭部火神炮（小說版是左邊三門，遊戲版就改為的左邊和右邊名三門）。配備一把長距離光束步槍和標配的光束軍刀三把（撞釘肩甲裡一把，盾牌裡有二把後備）。可以自由拆除的撞釘肩甲，電影版在手持的大型盾牌左右的洞追加了36毫米“方陣式”機炮。
電影版追加了F01和F02兩種型號，F01腿部設定接近小說版，F02而是遊戲版，F02的腿部加裝噴射組件在電影版的設定是用來加強在地面噴射移動的能力。電影版還追加了頭部裝有天線的指揮官型，其中在劇裡登場了一架紫色的指揮官型，那是哈薩威在取得Ξ鋼彈之前所駕駛的機體。
梅薩的駕駛艙位置的設定小說版是在腹部，電影版而是設定在頭部。

### 地球聯邦軍
RX-104FF 潘尼洛普（PENELOPE）
肯尼斯為了對付馬法堤投入戰線的亞納海姆社MS，為Ξ鋼彈的原型機且武裝與戰鬥能力接近，並同樣配備強力兵裝精神感應型導彈。由「奧德修斯」鋼彈配備Fixed Flight-unit(固定飛行單位)成為FF型態後通稱潘尼洛普，以米諾夫斯基反重力裝置在大氣層內單獨飛行。變成飛行型態（Flight-Form）後更能超音速飛行。
在小說版中潘尼洛普的設定並不是鋼彈系的MS，而是機體設計思想受到鋼彈影響，頭部模仿鋼彈型的新銳MS。飛行組件和本體是一體化並不能分離。負責小說機體設定的森木靖泰表示在2000年收到日昇動畫的通知，官方表示希望森木靖泰在2000年推出的遊戲《SD鋼彈G世代-F》中把潘尼洛普的飛行組件和本體可以進行分離的新設計。森木靖泰最後按要求把潘尼洛普重新設計，本體設計成鋼彈型的機體取名「奧德修斯」，而外掛裝備則設計成可以獨立變型。潘尼洛普之後在官方的設定中正式升格成為鋼彈系的MS。
根據「ANAHEIM ELECTRONICS GUNDAM HISTORY 2002 CALENDAR」所提，命名為「奧德修斯鋼彈」是因為亞納海姆社用了20年的時間去研發米諾夫斯基反重力裝置，就像奧德修斯一樣漂流了20年的時間才回到故郷。潘尼洛普也是記念亞納海姆社開發鋼彈20周年的機體。
潘尼洛普原本為第一架搭載精神感應型導彈的機體，然而2014年的OVA（GUNDAM UC vol.7）中聯邦軍技術人員把剎帝利改修型的浮游炮改修為精神感應型導彈，使剎帝利改修型在時序上取代潘尼洛普成為首部搭載精神感應型導彈的機體，也間接補完本武器的開發基礎。
FD-03 古斯塔夫·卡爾（GUSTAV KARL）
亞納海姆社開發的重裝甲量產型MS，雖然是新開發機體，實際上沿用多數傑鋼的武裝，本機是由RGM-89型派生出的地球聯邦軍的量產型MS，繼承了吉姆系的設計思想，綜合性能比傑鋼上了一個台階，平衡性十分優秀。開發時間被設定為0096年。0096年在夏延基地先行配備2架進行試驗，而在0097年聯邦軍正式配備。由於馬法堤之亂後的MS進入了小型化時代，因此本機沒有進行大規模的量產，只生產了少數。本機的名字“古斯塔夫·卡爾”來自北歐貴族的姓氏，瑞典皇室即常有用此名者。同時這個名稱也是 第二次世界大戰後瑞典所發展的輕型 無坐力砲的名字，亦稱重型火箭筒，主要用於打擊坦克和各種裝甲目標，也可用於摧毀工事和殺傷暴露步兵。
2014年，本機在OVA（GUNDAM UC vol.7）首次出場，遊戲版（SD鋼彈G世代-F）中為水色系，頭部追加了一門火神炮，在UC7中的先行配備型為灰色系，頭部的火神炮為兩門。同時以此契機追加設定本機為傑鋼的後繼機體，與Z plus系列同為爭奪次期主力量產機，於宇宙世紀0096年早已率先試驗並在北美夏延基地。先行配備型與之後在0097年正式配備型的同樣為13型。
2021年，在電影版登場了最新的00型，此型號是把13型的骨架進行全面的重新設計修改的改良型，機身型號由13型更改為00型。頭部也與上述的13型不同，拆除了半V字的天線，在頭部左後方改為增加一個桿狀天線（此設計最初為古斯塔夫·卡爾的一般機多拉·卡爾（ドーラ・カール）的設定，古斯塔夫·卡爾為指揮官機）。機體顏色與遊戲版一樣為水色系。
古斯塔夫·卡爾的設計與梅薩一樣，小說版是由森木靖泰負責計設，到了遊戲版就交由藤田一己進行修改。小說版是接近傑鋼的輕裝型MS，遊戲版改為重裝型MS。在書籍「Gundam MS Graphica」中記載為「重裝型」與「輕裝型」。在「Weekly GUNDAM Perfect File」Vol.159中記載「重裝型」為遊戲版，「輕裝型」為小說版。

## 书籍
- （上）（角川Sneaker文庫[9] 1989年2月28日發行 ISBN 4-04-410131-0）
  - 封面・内页插图：美樹本晴彦
  - 卷首插图：美樹本晴彦・森木靖泰
- （中）（角川Sneaker文庫 1990年3月1日發行 ISBN 4-04-410132-9）
  - 封面・内页插图：美樹本晴彦
  - 卷首插图：美樹本晴彦・森木靖泰
- （下）（角川Sneaker文庫 1990年4月11日發行 ISBN 4-04-410133-7）
  - 封面・内页・卷首插图：美樹本晴彦

- 機械設定- 小說版本：森木靖泰, 電子遊戲（SDガンダム GGENERATION-F）藤田一己（修改設定）
  - GUNDAM UNICORN 內登場機械設定- Me02R 梅薩/Messer（メッサー）FD-03 古斯塔夫·卡爾/GUSTAV KARL（グスタフ・カール）

カトキハジメ、佐山善則
石垣純哉、玄馬宣彦
明貴美加（協力）、小倉信也（ゲスト）
在同名电影上映前，曾绘制过《逆袭的夏亚 贝托蒂嘉的子嗣》漫画版的左菱虚秋开始在《月刊高达ACE》上同步连载本书的漫画版。

## 剧场版动画
2019年1月，在《机动战士高达》40周年纪念企划发表会上，官方制作组宣布将推出《机动战士高达 闪光的哈萨维》剧场版三部曲动画。首部作品原预定于2020年7月23日上映，受2019冠状病毒病疫情影响，2020年6月4日宣布延期，2020年11月12日宣布於2021年5月7日上映。经历数次延期后，本片最终于2021年6月11日在日本正式上映。中国大陆则于同一天在上海国际电影节上展映本片。随着影片的大热，原著版权方角川Saker文库编辑部也发布了原著再版的消息。

## 登场的游戏作品
- SD高達G世代-F
- SD高達G世代 PORTABLE
- SD高達G世代 SPIRITS
- SD高達G世代 WARS
- SD高達G世代 WORLD
- SD高達G世代 創世
- GUNDAM BATTLE UNIVERSE
- GUNDAM突擊生存戰（Gundam Assault Survive）
- 機動戰士GUNDAM 基連之野望 亞古捷斯的脅威V
- 機動戰士GUNDAM 新基連之野望
- SUNRISE WORLD WAR From サンライズ英雄譚
- GUNDAM AREA WARS ( IOS,ANDROID)
- 機動戰士GUNDAMExtreme VS.
- 機動戰士GUNDAMExtreme VS. Full Boost
- 機動戰士GUNDAMExtreme VS. MAXI Boost
- 機動戰士GUNDAMExtreme VS. 極限爆發
- 超級機器人大戰V